# Ian Karan

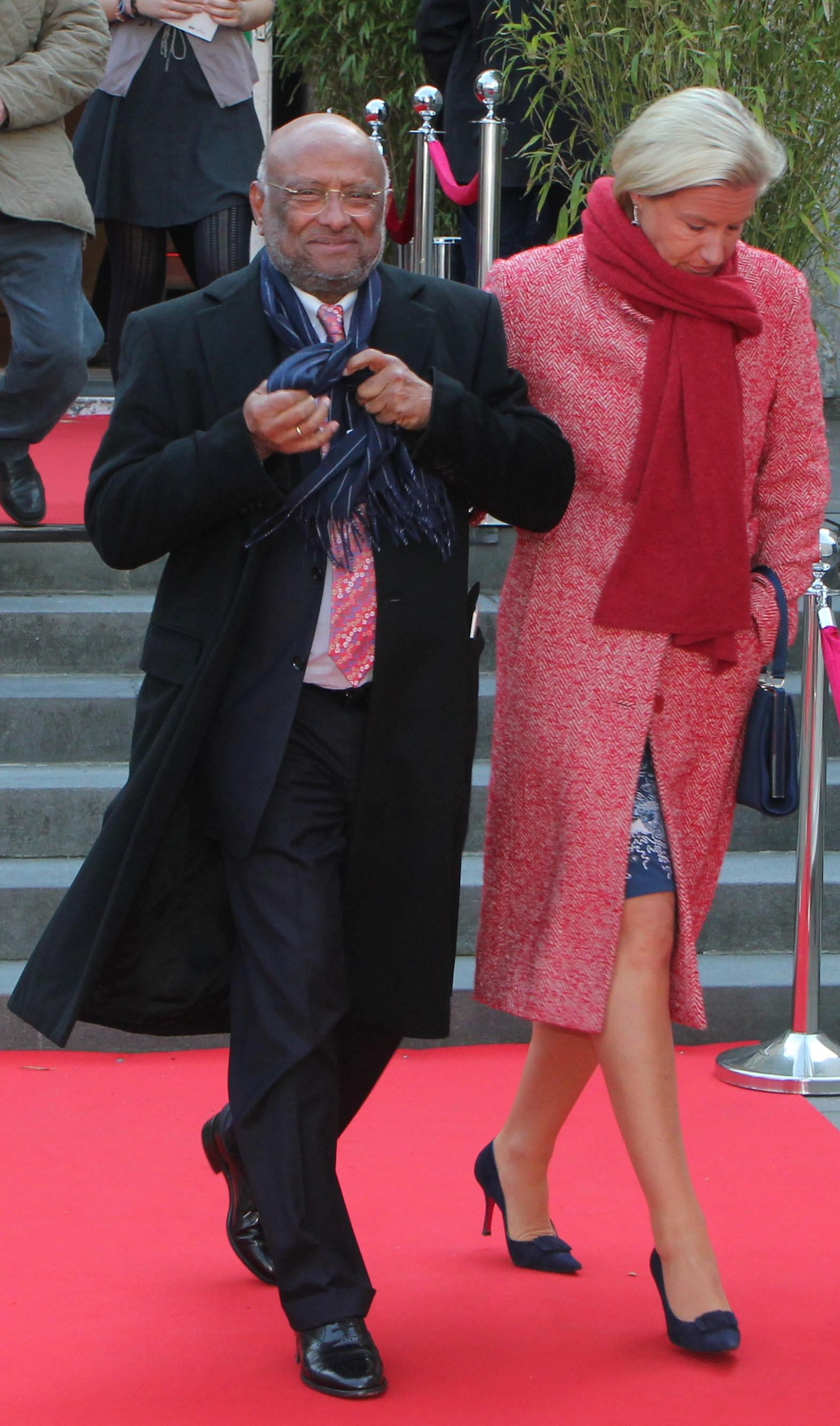
Ian Karan mit seiner Frau Barbara bei der Matinee für Siegfried Lenz zum 85. Geburtstag 2011

Ian Kiru Karan (* 17. Juni 1939 in Point Pedro auf Ceylon) ist ein Hamburger Unternehmer, Politiker und Mäzen. Vom 25. August 2010 bis zum 7. März 2011 war er Senator für Wirtschaft und Arbeit der Freien und Hansestadt Hamburg.

## Leben
Ian Kiru Karan wurde in der Kleinstadt Point Pedro im äußersten Norden Ceylons (heute Sri Lanka) geboren, als Ceylon noch britische Kronkolonie war. Seine Mutter verstarb bei seiner Geburt, die per Kaiserschnitt durchgeführt wurde. Drei Jahre später – im August 1942 – fiel sein Vater als Aircraftman 2nd Class (entspricht Soldat der Luftwaffe) der Royal Indian Air Force im Zweiten Weltkrieg in Nordafrika. Als Waisenkind wuchs er bei seiner Großmutter im Norden Ceylons auf. 1955 kam Karan mit einem Sportstipendium nach London, wo er an der London School of Economics studierte. Er verließ die Universität ohne Abschluss und arbeitete für die englische Niederlassung des Logistik-Unternehmens Schenker.
1970 ging Karan nach Hamburg, wo er kurzzeitig als Tellerwäscher arbeitete. Dort arbeitete er weiter in der Logistik-Branche und gründete 1975 sein erstes Unternehmen, die Clou Container, die er Mitte der 1990er Jahre verkaufte. 1996 gründete er das Unternehmen Capital Lease, das 2007 im Markt für Leasing von Containern mit einer halben Million TEU weltweit an achter Stelle stand. 2007 verkaufte er das von ihm geführte Unternehmen an einen von der DVB Bank aufgelegten Fonds, das operative Geschäft übernahm Textainer. Karan behielt die Capital Intermodal GmbH, die sich auf das Geschäft mit Spezialcontainern konzentrieren sollte. Seine Finanzaktivitäten und Beteiligungsgesellschaften hat Karan in der CLOU Container Leasing GmbH konsolidiert. Die CLOU Container Leasing hatte im Geschäftsjahr 2008 einen Umsatz von 32 Mio. Euro und einen Bilanzwert von 101 Mio. Euro. Karan ist verheiratet und hat vier Kinder.
Karan ist in diversen Beiräten und als Parteispender aktiv und beteiligt sich als Mäzen an Sport- und Kulturförderung. Unter anderem stiftete er das Ian-Karan-Auditorium im Bucerius Kunst Forum und ist Kuratoriumsvorsitzender beim Hamburger Theaterfestival. Im Juni 2007 erhielt Karan das Bundesverdienstkreuz am Bande für sein „gesellschaftliches, soziales, und kulturelles Engagement“. Der rechtspopulistischen Partei Rechtsstaatlicher Offensive des ehemaligen Hamburger Innensenators Ronald Schill spendete Karan bis 2004 insgesamt 44.500 Euro. Im Januar 2008 stiftete Karan über die CLOU Container Leasing 100.000 Euro an die CDU, ein Jahr später dann 200.000 Euro. Insgesamt erhielt die CDU von Karan bis 2010 auf Bundesebene 570.000 Euro. Seit 2009 ist er sowohl Aufsichtsrat des Hamburger SV wie auch der Hamburg Port Authority. Im Dezember 2009 nahm Karan zusätzlich zur britischen die deutsche Staatsangehörigkeit an.
Am 25. August 2010 wurde Karan als Nachfolger von Axel Gedaschko in das Amt des Hamburger Wirtschaftssenators im Senat Ahlhaus gewählt. Kurz vor seiner Wahl gab er gegenüber der Frankfurter Allgemeinen Sonntagszeitung an, in der Vergangenheit mehrere Details seiner Biographie geschönt zu haben. So sei zum Beispiel der Grund für den Studienabbruch an der London School of Economics nicht sein Engagement gegen den Vietnamkrieg gewesen, sondern hohe Fehlzeiten. Nach dem Bruch der schwarz-grünen Landeskoalition und der vorgezogenen Bürgerschaftswahl im Februar 2011 schied Karan am 7. März 2011 wieder aus dem Senat aus.